# Lachapelle (Meurthe-et-Moselle)
Lachapelle is een gemeente in het Franse departement Meurthe-et-Moselle (regio Grand Est) en telt 234 inwoners (2004). De plaats maakt deel uit van het arrondissement Lunéville.

## Geografie
De oppervlakte van Lachapelle bedraagt 10,2 km², de bevolkingsdichtheid is 22,9 inwoners per km².
De onderstaande kaart toont de ligging van Lachapelle (Meurthe-et-Moselle) met de belangrijkste infrastructuur en aangrenzende gemeenten.

## Demografie
De figuur toont het verloop van het inwonertal (bron: INSEE-tellingen).